# Nebulosa de reflexió

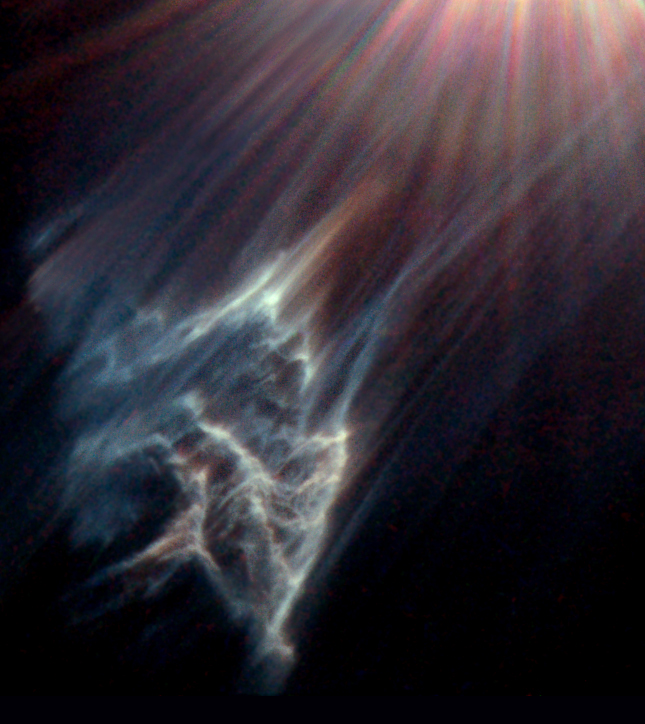
Nebulosa de reflexió dins les Plèiades (M45)

En astronomia, les nebuloses de reflexió són núvols de pols que simplement reflecteixen la llum d'una o diverses estrelles veïnes.
Aquestes estrelles no són prou calentes per provocar la ionització dels gasos, com en el cas de les nebuloses d'emissió, però són prou lluminoses per permetre la dispersió suficient per fer la pols visible.
Edwin Hubble el 1922 va fer la distinció entre aquests dos tipus de nebuloses.
Les nebuloses de reflexió són normalment blaves perquè la dispersió és més eficaç per la llum blava que per la vermella (és el mateix procediment de dispersió que ens dona els cels blaus i de les postes de sol vermelles.
Per tant, l'espectre de freqüències mostrat per les nebuloses de reflexió és similar al de les estrelles il·luminadores. Entre les partícules microscòpiques responsables de la dispersió hi ha compostos de carboni (per exemple, pols de diamant) i compostos d'altres elements com el ferro i el níquel. Aquests dos darrers sovint estan alineats amb el camp magnètic galàctic i fan que la llum dispersa estigui lleugerament polaritzada.
Les nebuloses de reflexió i les nebuloses d'emissió són molt sovint vistes juntes, com per exemple la nebulosa d'Orió i poden ser ajuntades en un sol tipus: les nebuloses difuses.
Es coneixen prop de 500 nebuloses de reflexió. Entre les més boniques trobem les que envolten les estrelles de les Plèiades.
Una nebulosa de reflexió blava també es pot veure al mateix sector del cel que la nebulosa trífida. L'estrella gegant Antares, molt vermella (tipus espectral M1), està envoltada per una gran nebulosa de reflexió vermella.
Les nebuloses de reflexió són sovint llocs de naixement d'estrelles.
El 1922, Edwin Hubble publicà el resultat de les seves investigacions sobre les nebuloses lluminoses. Una part d'aquest treball és la llei de lluminositat de Hubble per les nebuloses de reflexió que estableixen una relació entre la mida angular (r) de la nebulosa i la magnitud aparent (m) de l'estrella associada :
5 log (r) = −m + k
en què k és una constant que depèn de la sensibilitat de l'instrument de mesura.